# محمد بن علي البيز
الشيخ محمد بن علي البيز  (1898 - 1972) هو عالمٌ وقاضٍ السعودي.

## نسبه
هو محمد بن علي بن محمد بن عبد الله بن محمد بن حمد بن عبد الله من آل عيسى من آل علي من عطية من بني زيد. وهي القبيلة العربية التي يعود نسبها إلى قبيلة قضاعة. والبيز هو لقب جده محمد بن عبد الله وعرف به أبناؤه من بعده.
أما جده لأمه فهو عبد الرحمن بن عبد العزيز بن محمد بن فوزان بن عثمان بن عبد الله بن عيسى فهو من آل عيسى أيضاً إلا أن عشيرته يطلق عليهم آل فوزان نسبة إلى جدهم فوزان بن عثمان.

## مولده ونشأته
ولد عام 1316 هـ الموافق 1898م في بلدة شقراء عاصمة إقليم الوشم في أواسط نجد في المملكة العربية السعودية، ونشأ في كنف والده الكفيف البصر وإخوته السبعة وكان والده مشهوراً في نجد بالذكاء يتجر بالعبي العربية (جمع عباءة) فكان يعرف ألوانها بمجرد لمسها، ويمشي في طرقات وأسواق بلده شقراء بدون قائد.

## حياته العلمية
تعلم على والده مبادئ القراءة والكتابة ثم حفظ القرآن الكريم عن ظهر قلب، وشرع في طلب العلم من علماء الوشم، ومن أبرز مشايخه المؤرخ إبراهيم بن صالح بن عيسى مؤلف كتاب عقد الدرر، وناصر بن سعود بن عيسى شويمي، وإبراهيم بن عبد اللطيف الباهلي قاضي شقراء، وعلي بن عبد الله بن عيسى.
رحل لبلدة المجمعة فقرأ على الشيخ علي بن عبد الله العنقري. ثم سافر إلى الرياض فشرع في تلقي العلم على أشهر علماء نجد هناك في التوحيد والفقه والفرائض والنحو وكان أبرز مشايخه عبد الله بن عبد اللطيف آل الشيخ في التوحيد وعقيدة السلف، وسعد بن حمد بن عتيق في الحديث، وحمد بن فارس في قواعد اللغة العربية، وعبد الله بن محمد بن محمود في الفقه الحنبلي، وعبد الله بن راشد بن جلعود في الفرائض وحسابها.

## مناصبه وأعماله
- أرسله الملك عبد العزيز آل سعود في 22 محرم 1339 هـ 1920م إماماً ومرشداً دينياً لقبيلة الشيابين (في مملكة نجد وملحقاتها آنذاك) وكبيرهم ماجد بن فهيد.
- أرسله الملك عبد العزيز آل سعود في عام 1340هـ 1921م لأهالي حلبان لتعليمهم أمور الدين الإسلامي وإماماً للصلاة.
- عينه الملك عبد العزيز آل سعود في عام 1341هـ 1923م مرشداً دينياً وإماماً لقبيلة بني عبد الله بن غطفان الذين دخلوا بالحلف في مسمى قبيلة مطير واستوطنوا هجرة مليح إحدى قرى سدير الواقعة بين الزلفي والغاط في نجد.[7]
- عين بأمر الملك عبد العزيز آل سعود في 10 محرم 1349 هـ 1930م مدرساً للفقه والفرائض  بالمعهد العلمي السعودي في مكة المكرمة الذي يعتبر آنذاك أول الصروح العلمية العالية التي أنشأها الملك عبد العزيز آل سعود في ما كان يعرف بالمملكة الحجازية النجدية وملحقاتهاعام 1345هـ 1927م والذي تولى إدارته محمد بهجة البيطار ثم إبراهيم الشورى. ولقد تخرج في هذا المعهد العديد من أدباء الجزيرة العربية وعلمائها منهم حمد الجاسر[1] والأديب السعودي عبد الكريم الجهيمان، والأديب حامد حسين دمنهوري، والشيخ عبد الله خياط المقرئ وأحد أئمة الحرم المكي سابقاً وغيرهم.
- تولى القضاء في المحكمة المستعجلة في جدة عام 1351 هـ 1932م.[3][6]
- عين قاضياً ورئيساً للمحكمة الشرعية في جدة عام 1353 هـ 1934م وكان نائبه محمد علي الدباغ[8]، والمحكمة الشرعية في جدة آنذاك كانت ذات بساطة وتواضع تقع في شارع الملك عبد العزيز آل سعود وتشغل أربع غرف في الطابق الثاني مع كراج لبلدية جدة، وهذا الموقع الآن يقع تقريباً في جزء من مكان المركز التجاري المسمى مركز المحمل التجاري. وبقي في هذا المنصب حتى عام 1372 هـ 1953م وحل محله الشيخ محمد بن علي الحركان وزير العدل السعودي سابقاً.
- عين قاضياً ورئيساً للمحكمة الشرعية الكبرى في الطائف عام 1372 هـ 1953م.[3]
- كلف خلال عمله بمحكمة الطائف الكبرى بمهمات قضائية بأمر من رئيس مجلس الوزراء السعودي لبعض مناطق المملكة العربية السعودية مثل تهامة عسير حتى حدود اليمن وبلاد بلقرن، وبلاد غامد بجبال السروات بمنطقة عسير، وبلاد بني سعد في جبال السروات في  الحجاز.
- أحيل على التقاعد في نهاية عام 1387هـ 1967م.[6] وخلفه في رئاسة القضاء بالمحكمة الشرعية الكبرى بالطائف الشيخ عبد الله البسام مؤلف الكتاب التاريخي علماء نجد خلال ستة قرون.[3]
- كان له مجلس في بيته بالطائف يرتاده أهل العلم والأدب.[9]
- أعد شجرة نسب آل عيسى قبل وفاته.[9]

## وفاته
توفي في الرياض يوم الأحد 7 ربيع الآخر 1392 هـ الموافق 20 مايو 1972م إثر هبوط في نبضات القلب وصلي عليه في الجامع الكبير بالرياض، وحزن الناس لموته ونعي في الصحف ورثي بمراث عديدة.

## أبناؤه
له ابن واحد هو عبد الرحمن من كبار موظفي وزارة الخارجية السعودية وسفيراً لحكومة المملكة العربية السعودية في سويسرا وهو آخر منصب تولاه قبل تقاعده (توفي يوم الخميس 6 جمادى الأولى عام 1433 هـ)، وقام خلال حياته بإهداء مكتبة والده التي تزخر ببعض المخطوطات النفيسة الأثرية وأمهات الكتب إلى قاضي الدرعية عبد الرحمن آل عيسى والذي قام بدوره بإهدائها لمكتبة مدينة شقراء العامة.

## تكريمه
- كانت له منزلة ومكانة لدى الملك فيصل بن عبد العزيز الذي كان يستشيره في مسائل القضاء ويستقبله دوماً في مجلسه الأسبوعي في قصر شبرا التاريخي في الطائف أثناء دوام الديوان الملكي الصيفي.
- أطلقت أمانة منطقة الرياض اسمه على أحد شوارع مدينة الرياض.[12]
- أطلقت أمانة منطقة مكة المكرمة اسمه على أحد شوارع مدينة الطائف